# Catalina Flaquer Pascual
Catalina Flaquer Pascual (Capdepera, 1876 - Porreres, 5 de gener de 1937) va ser una activista política comunista, que fou empresonada i torturada per no voler dir on estaven les seves filles i fou assassinada pels franquistes. També era coneguda com a Na Catalina Torreta.

## Biografia
Dona amb fortes conviccions polítiques, va lluitar activament per l'alliberament de la dona i la seva participació plena en la vida política. D'ideologia comunista, era anomenada popularment, junt amb les seves dues filles Antònia i Maria Pasqual Flaquer, «Les roges del Molinar», on vivia.
El 1934 es va celebrar a Mallorca per primera vegada el Dia Internacional de la Dona, celebrat el 8 de març per commemorar 129 dones americanes que varen ser cremades dins una fàbrica per reclamar els seus drets. En aquesta diada van participar Aurora Picornell i altres dones, tant republicanes com Antonia Rigo, com socialistes com Pilar Sánchez. Totes elles, en els quatre mítings que realitzaren a Palma, se centraren en l'encariment de les subsistències, en la necessitat de cases bressol per als infants, en la lluita contra el feixisme i en la necessitat d'un canvi en el pes de la religió en la societat, ja que era un obstacle per a l'alliberament de la dona.
Amb l'arribada de la Guerra Civil espanyola, la vida d'aquestes dones es va veure truncada per la forta repressió. Catalina Flaquer va ser empresonada i torturada per desvetllar on estaven amagades les seves filles. Ella resistí, però finalment van ser descobertes i tancades a la presó de dones situada al carrer de ca’n Sales.
La nit abans de Reis, el 5 de gener de 1937, van ser afusellades al cementiri de Manacor totes tres, juntament amb Aurora Picornell.

## Reconeixement i memòria
L'any 2021, el Govern de les Illes Balears, a través de la Secretaria Autonòmica de Sectors Productius i Memòria Democràtica, s'adherí al Projecte Internacional Stolpersteine / Pedres de la Memòria per fer homenatge a les víctimes del franquisme a les Illes Balears amb la instal·lació de prop d'un centenar de Pedres de la memòria, entre les quals n'hi ha una dedicada a recordar na Catalina Flaquer.